# Lotus Excel
Lotus Excel — спортивне купе британського виробника Lotus Cars, що вироблявся між 1982 і 1992 роками. Автомобіль був представлений як еволюція Lotus Eclat, використовуючи його двигун та карданну архітектуру.

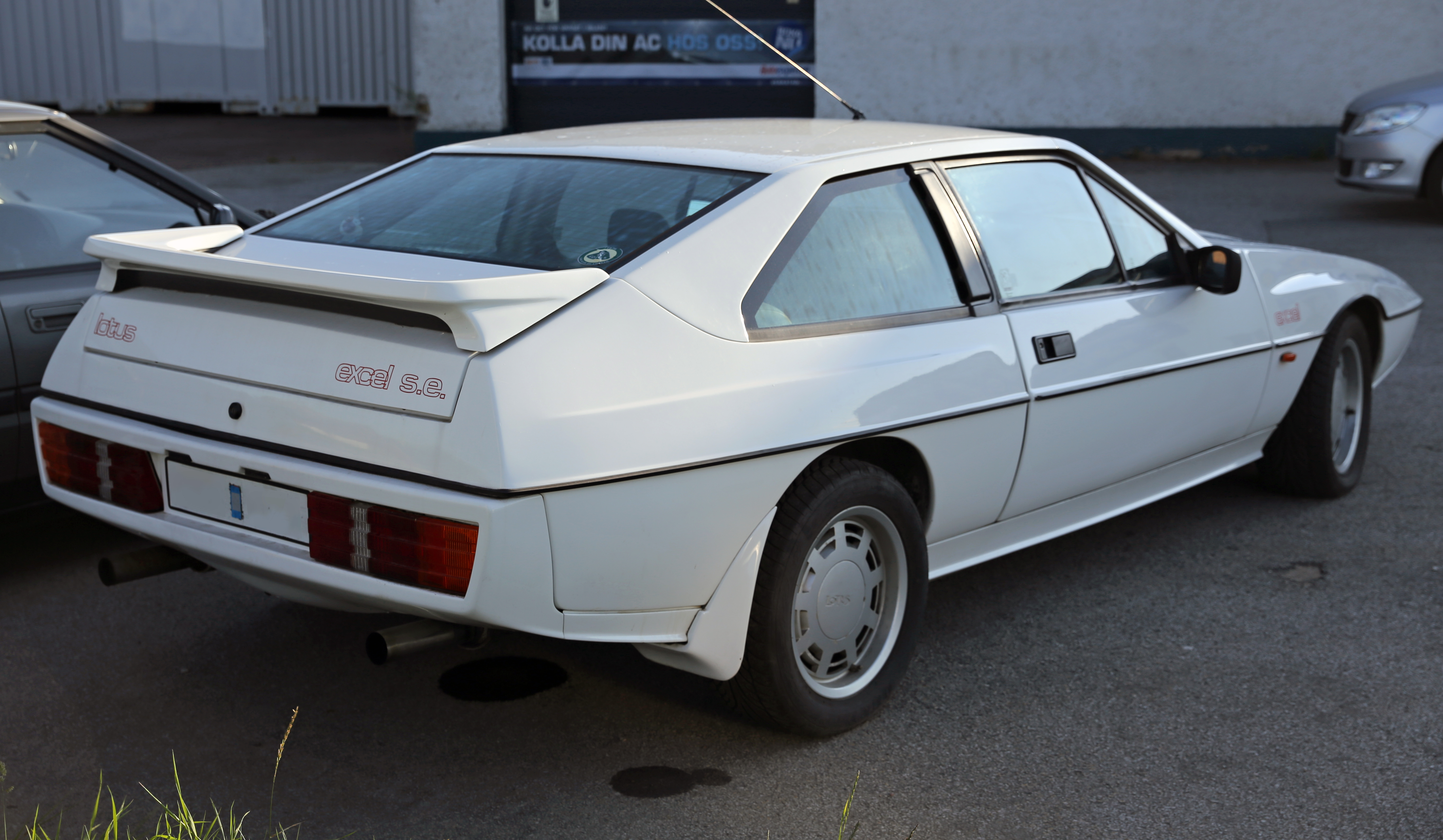

Відповідно до своєї угоди з Toyota, Lotus представив на своїх автомобілях запчастини японського виробника. Lotus Excel (перші моделі були запропоновані під назвою Eclat/Excel) включає в себе ланцюг передач Toyota W58, а також інші частини, що ділилися з Toyota Supra. Він має чотирициліндровий алюмінієвий двигун Lotus 912 DOHC 2,2 л, потужністю 160 к.с. (119 кВт), від Lotus Esprit S3.
За даними Lotus Cars, лише одна копія Lotus Excel була виготовлена відповідно до стандартів США через низькі викиди та європейські стандарти продажу.